# Shoin-ban
Le shoin-ban (書院番, littéralement « Garde proche du shôgun ») était une charge militaire au temps du shogunat Tokugawa, lors de la période d’Edo. Avec le koshōgumi-ban (le corps des serviteurs chargés de l'entretien des costumes, des armes, etc.), le shoin-ban formait le ryōban (« les deux gardes »). Le shoin-ban avait pour mission la garde des châteaux d'Edo et de Sunpu, ainsi que l’escorte du shōgun.
Ce corps prestigieux fut créé en 1605, et organisé en 4 compagnies (kumi) placées sous les commandements de Mizuno Tadakiyo, Aoyama Tadatoshi, Matsudaira Sadatsuna et Naitō Kiyotsugu. Le commandant de chaque compagnie était placé sous la supervision des wakadoshiyori. Chaque compagnie était composée de 50 gardes du corps (les banshi), de 20 yoriki, et de 10 dōshin.